# Pratapa tyotaroi
Pratapa tyotaroi är en fjärilsart som beskrevs av Hayashi 1981. Pratapa tyotaroi ingår i släktet Pratapa och familjen juvelvingar. Inga underarter finns listade i Catalogue of Life.

## Bildgalleri

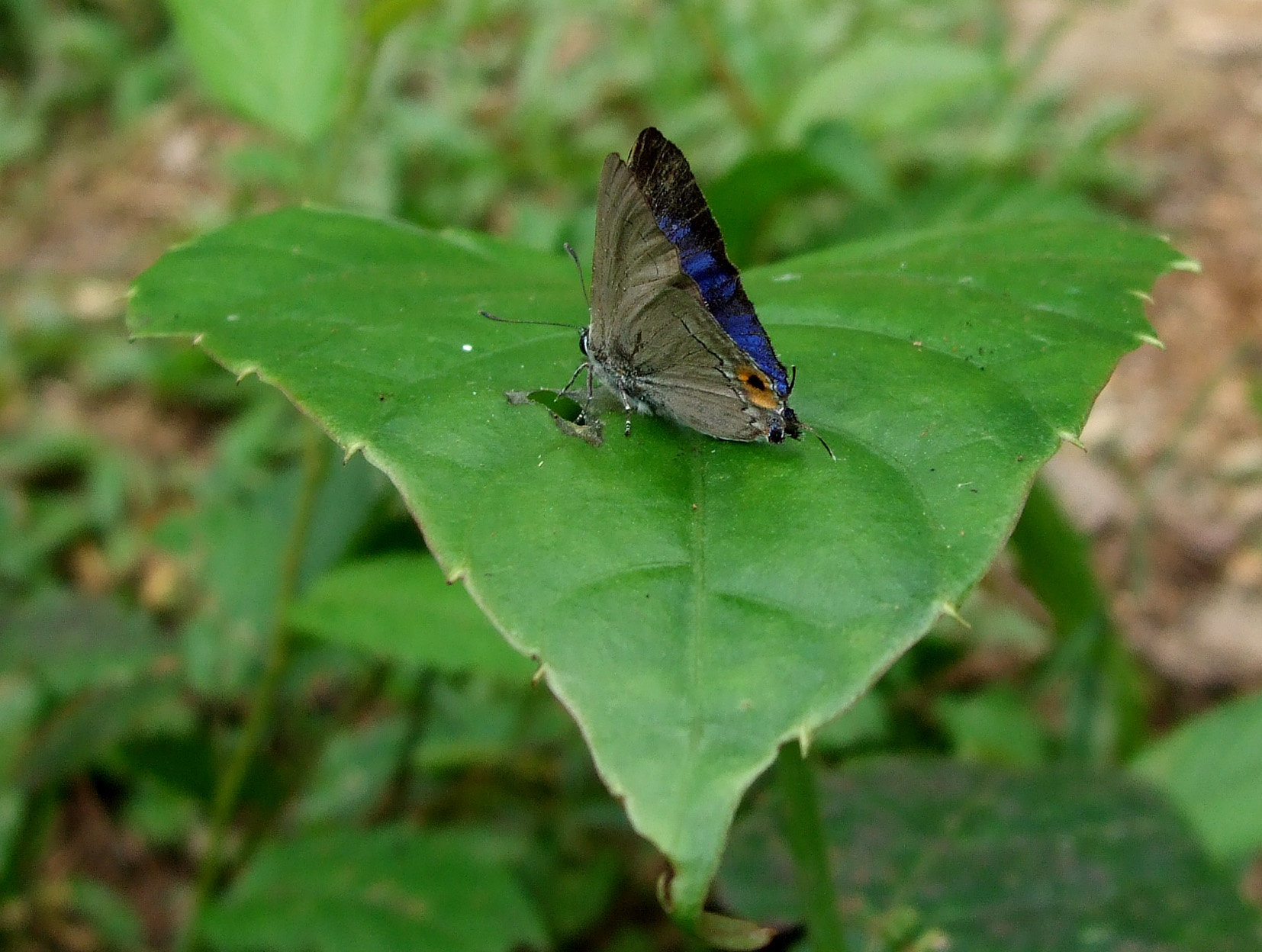
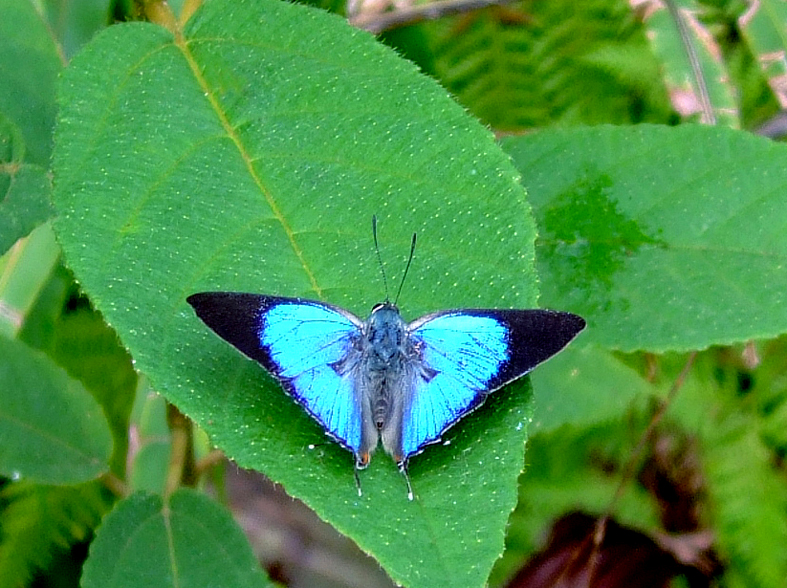
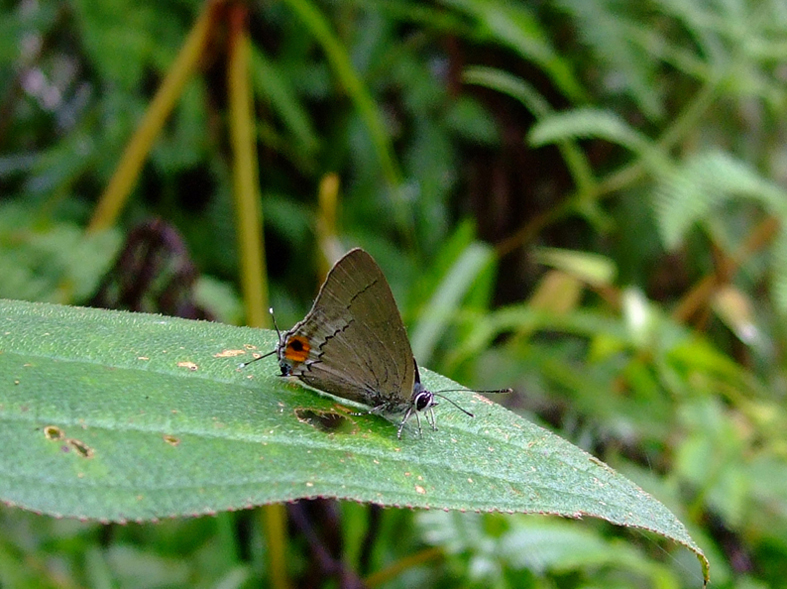